# Plectiscidea aquilonia
Plectiscidea aquilonia là một loài tò vò trong họ Ichneumonidae.